# TT125
TT125 (Theban Tomb 125) è la sigla che identifica una delle Tombe dei Nobili ubicate nell’area della cosiddetta Necropoli Tebana, sulla sponda occidentale del Nilo dinanzi alla città di Luxor, in Egitto. Destinata a sepolture di nobili e funzionari connessi alle case regnanti, specie del Nuovo Regno, l'area venne sfruttata, come necropoli, fin dall'Antico Regno e, successivamente, sino al periodo Saitico (con la XXVI dinastia) e Tolemaico.

## Titolare
TT125 era la tomba di:
| Titolare  | Titolo                                                   | Necropoli           | Dinastia/Periodo            | Note                                                                           |
| --------- | -------------------------------------------------------- | ------------------- | --------------------------- | ------------------------------------------------------------------------------ |
| Duauneheh | Primo araldo reale, Supervisore dei possedimenti di Amon | Sheikh Abd el-Qurna | XVIII dinastia (Hatshepsut) | nella pianura; circa 30 m a nord dalla TT55; leggermente a nord-est della TT53 |

## Biografia
Unica notizia biografica ricavabile dai dipinti, il nome della madre: Tarunet.

## La tomba
La tomba si sviluppa planimetricamente con forma a "T" rovesciata, tipica delle sepolture di questo periodo, con camera rettangolare al fondo. Nel cortile antistante, condiviso con la TT263, due stele; un corridoio, sulle cui pareti, in quattro registri sovrapposti, è rappresentato (1 in planimetria) il defunto che offre mirra e compie riti, dà accesso alla sala trasversale sulle cui pareti (2) il defunto e la famiglia cacciano, pescano e arpionano ippopotami; segue (3) il defunto e la famiglia che esce verso il Paese rivolto verso una falsa porta (4). Segue (5) scena del fratello del defunto (di cui non è indicato il nome) con alcune donne che offrono libagioni al defunto e alla madre e il defunto (6) che ispeziona la sua tomba. Alcuni frammenti (7), oggi al Metropolitan Museum di New York (cat. 55.92.1), riportano scene di ispezione a lavori agricoli e probabilmente di pesca; segue (8) una stele con il cartiglio di Hatshepsut e i resti di un testo autobiografico mentre poco oltre (9) il defunto offre gioielli, vasi, archi e frecce alla regina Ahmose.
Un breve corridoio adduce a una sala perpendicolare alla precedente; sulla parete sud (10 - 11) in cinque registri sovrapposti scene della processione funeraria, del trasporto delle suppellettili funebri, del pellegrinaggio ad Abido e del defunto in offertorio a Osiride. Sulla parete opposta (12), i resti di riti sulla mummia e (13) il banchetto funebre del defunto in presenza di musicisti (arpisti, cantanti e suonatrici di tamburello).
Un altro corridoio, sulle cui pareti (14) sono rappresentate le regine Ahmose e Hatshepsut, dà accesso ad una camera rettangolare sul fondo della quale si trovano (21) le statue del defunto e di due donne (di cui non è precisato nome o grado di parentela). Sulle pareti (15 - 16) uomini che eseguono riti con giare contenenti unguenti sacri; sulle pareti opposte (17 - 18) uomini con liste di offerte in presenza del defunto. Su tre registri (19) scene del banchetto funebre e (20) il defunto purificato ritualmente da preti.

### Annotazioni
1. ↑  La numerazione dei locali e delle pareti segue quella di Porter e Moss 1927, p. 237.
2. ↑  La prima numerazione delle tombe, dalla numero 1 alla 253, risale al 1913 con l’edizione del "Topographical Catalogue of the Private Tombs of Thebes" di Alan Gardiner e Arthur Weigall. Le tombe erano numerate in ordine di scoperta e non geografico; ugualmente in ordine cronologico di scoperta sono le tombe dalla 253 in poi.
3. ↑  I campi della Duat, ovvero l'aldilà egizio, si trovavano, secondo le credenze, proprio sulla riva occidentale del grande fiume.
4. ↑  Nella sua epoca di utilizzo, l'area era nota come "Quella di fronte al suo Signore" (con riferimento alla riva orientale, dove si trovavano le strutture dei Palazzi di residenza dei re e i templi dei principali dei) o, più semplicemente, "Occidente di Tebe".
5. ↑  le Tombe dei Nobili, benché raggruppate in un'unica area, sono di fatto distribuite su più necropoli distinte.
6. ↑  Le note, sovente di inquadramento topografico della tomba, sono tratte dal "Topographical Catalogue" di Gardiner e Weigall, ed. 1913 e fanno perciò riferimento alla situazione dell'epoca.

### Fonti
1. ↑  Gardiner e Weigall 1913.
2. ↑  Donadoni 1999,  p. 115.
3. ↑  Gardiner e Weigall 1913, p. 26.
4. 1 2 3  Porter e Moss 1927,  p. 237.
5. ↑  Gardiner e Weigall 1913, pp. 26-27.
6. ↑  Porter e Moss 1927,  pp. 237-241.